# Coelachyrum
Coelachyrum (synoniemen: Coelachyropsis, Cypholepis) is een geslacht uit de grassenfamilie (Poaceae). De soorten van dit geslacht komen voor in Afrika en Azië.